# Studio C
Studio C  ist eine US-amerikanische Sketch-Comedy-Fernsehserie von BYUtv aus Provo, Utah. Sie hat ihre Wurzeln in der Sketch-Comedy-Theatergruppe Divine Comedy der Brigham Young University, bei der fast die gesamte Besetzung Mitglied war. Studio C produziert familienfreundliche Comedy ohne obszöne Witze, Vulgärsprache, Alkohol und Nacktheit, politische Anspielungen/Aussagen oder Voraussetzung von breitem Allgemeinwissen in etwa 1–7 Minuten langen Sketchen. Alle zehn Mitglieder der Besetzung sind Mormonen.

## Staffelübersicht
| Staffel | Episodenzahl | Ausstrahlungszeitraum                                            | Regisseur    |
| ------- | ------------ | ---------------------------------------------------------------- | ------------ |
| 1       | 10           | 8. Oktober bis 12. Dezember 2012                                 | Julian Riley |
| 2       | 12           | 1. April bis 17. Juni 2013                                       | Craig Camp   |
| 3       | 10           | 8. Oktober bis 12. Dezember 2013                                 | Craig Camp   |
| 4       | 10           | 7. April bis 16. Juni 2014                                       | Craig Camp   |
| 5       | 10           | 6. Oktober bis 8. Dezember 2014                                  | Craig Camp   |
| 6       | 20           | 7. September bis 7. Dezember 2015, 8. Februar bis 18. April 2016 | Jared Shores |
| 7       | 20           | 1. Oktober 2016 bis                                              | Jared Shores |

### Specials
28. November 2013: Season 1 Favorites, Season 2 Favorites & Cast Favorites; Regisseur: Craig Camp
5. April 2014: How to make your own Studio C; Regisseur: Steve Olpin & Yurii Hydrick
3. Oktober 2015: October Conference Special; Regisseur: Jared Shores

## Produktion
Die Serie sollte ursprünglich Common Room heißen, wurde dann jedoch nach dem Studio C im BYU-Broadcasting-Gebäude benannt, in dem die Serie gefilmt wird. Die meisten Sketche werden vor einem Livepublikum gefilmt. Für jeden Sketch wird ein eigenes, meist sehr aufwendiges Set gebaut und die Schauspieler erhalten reichhaltige Kostüme und Makeup. Alle Sketche werden mit mehreren Kameras gedreht (multi-camera). Ein großes Produktionsteam kümmert sich um alle Angelegenheiten, Hauptproduzent ist Jared Shores, Executive Producers sind Derek Marquis und Scott Swofford. 2013 spielte die Hauptbesetzung in dem Musikvideo zu „On Top of the World“ von Imagine Dragons mit. Im Februar 2017 wurden Teile der Besetzung in seiner Late-Night-Show Conan von Conan O’Brien interviewt.
In Gastauftritten waren unter anderem Shawn Bradley, Mates of State (mehrmals), Stars, Steve Young (mehrmals), Peter Hollens, The Piano Guys, Kaskade, Shay Carl und Lucky Blue Smith zu sehen.

## YouTube-Kanal
Studio Cs YouTube-Kanal ist sehr bekannt und hat über 1.300.000 Abonnenten. Die 682 bisher veröffentlichten Sketche wurden über 837.000.000 Mal angeschaut (Stand: Februar 2017). Bisher fanden vier Liveevents statt:  „Leave No Fan Behind“ und „Christmas Special Live Event“, in denen die Besetzung Spiele spielt, Sketche vorführt und Fragen von Fans beantwortet sowie Studio C Celebrates 500K YouTube Subscribers und 1 Million Subs = CHALLENGE TIME!!!, in denen die Schauspieler gegeneinander in einer Reihe von Spielen antreten, um eine erreichte Zahl von Abonnenten zu feiern. Einige ihrer Sketche werden exklusiv nur auf YouTube veröffentlicht. Ende 2016 veröffentlichte der Kanal Zusammenstellungen von Studio Cs besten Musik-, Schul-, Halloween-, Sport- und Weihnachtsvideos. Neue Sketche veröffentlicht Studio C auf YouTube jeden Montag, Mittwoch und Freitag.
Die meistgesehenen Videos auf dem Kanal sind Top Soccer Shootout Ever With Scott Sterling (Original) und Best Volleyball Blocks Ever with Scott Sterling mit 77 bzw. 59 Millionen Aufrufen (Stand 22. August 2020). Ersteres handelt von dem Fußballtorwart Scott Sterling (gespielt von Matt Meese), der beim Elfmeterschießen den Ball unwahrscheinlicherweise fünfmal ins Gesicht geschossen bekommt und daraufhin als Held bejubelt wird. In dem Sequel dazu hat Sterling zum Volleyball gewechselt, bekommt jedoch jeden einzelnen Schmetterball der Gegner ins Gesicht, bis das Spiel gewonnen ist. Beide Spiele werden von Moderatoren kommentiert. Weitere beliebte Videos sind eine Zusammenarbeit mit Brooklyn und Bailey (8,4 Mio. Aufrufe), eine musikalische Avengers-Parodie mit Peter Hollens (5,1 Mio. Aufrufe), eine dramatische Millionenfrage bei Who Wants to Be a Millionaire? (4,6 Millionen Aufrufe) und die drei musikalischen Tribute-von-Panem-Parodien Katniss' Song, Peeta's Song und Gale's Song (zusammen 7,3 Millionen Aufrufe).

## Besetzung
Studio Cs Hauptbesetzung besteht aus 10 Schauspielern.

### Matt Meese
Matthew Ryan Meese (* 10. Oktober 1983 in New Jersey) wuchs in Phoenix, Arizona auf und studierte Psychologie an der BYU. Seinen Missionarsdienst leistete er in Chicago ab. Er rief Studio C zusammen mit Jared Shores 2012 ins Leben, indem er BYUtv darum bat, aus der Theatergruppe Divine Comedy eine professionelle Sketch-Comedy-Serie zu produzieren. Er ist einer der Hauptautoren der Serie und spielt in sehr vielen Sketchen mit, häufig als Böser oder in Rollen, die es erfordern, schnell zu sprechen oder sportlich bzw. gelenkig zu sein (etwa der Shoulder Angel oder Scott Sterling, seine bekannteste Rolle) oder als Paar mit Mallory Everton. Er ist mit Jeremy Warner der bekannteste aus der Gruppe und spielte in einem bekannten Werbespot mit. Meese lebt mit Adam Berg und Stacey Harkey zusammen und ist farbenblind.

### Jason Gray
Jason Gray (* 2. August 1985 in Boise, Idaho) drehte schon in seiner Jugend Sketch-Comedy-Videos und studierte Zahnmedizin an der BYU. Er ist Sketchautor und spielt ebenfalls in vielen Sketchen mit, häufig spielt er Verrückte oder impersonisiert berühmte Persönlichkeiten/fiktive Charaktere (z. B. Batman, den Joker, Severus Snape, Dobby, Gollum, Gandalf, Imperator Palpatine, …). Seit Februar 2017 veröffentlicht er Vlogs auf dem Familien-YouTube-Kanal Amazing Grays. Mit seiner Frau Jenny hat Gray eine Tochter, Alice.

### Whitney Call
Whitney Call (2. Juni 1987 in Provo, Utah) wuchs in Portland, Oregon auf und studierte Kunstwissenschaften an der BYU. Sie gründete die BYU-Theatermedienkunstabteilung mit. Sie ist ebenfalls an vielen Sketchen beteiligt, häufig spielt sie ältere Frauen oder Mütter (z. B. Ann Withers). 2013 heiratete sie ihren Studio-C-Kollegen Stephen Meek, ihr Kind wurde im Dezember 2015 geboren.

### Mallory Everton
Mallory Everton (* 20. September 1989 in Portland, Oregon) wuchs in Oregon auf und studierte zuerst Medizin an der BYU, erlangte ihren Abschluss aber in Filmwissenschaften. Sie spielt, wie Meese, Gray und Call, in vielen Sketchen mit, dabei singt sie häufig oder spielt schwangere Frauen sowie Verrückte (Katniss Everdeen, Lady Shadow, Aww Yeah woman). In den Sketchen spielt sie häufig mit Matt Meese ein Paar, das unter Fans sehr beliebt geworden ist. Wie Meese spielte auch sie in einem bekannten Werbespot mit.

### Jeremy Warner
Jeremy Warner (* 18. Juli 1985 in Idaho Falls, Idaho) ist philippinischer Herkunft und studierte Film an der BYU. Er ist Mitglied der  Angel-Murkurker-Schauspielgruppe und war in der Band Hot Parents. Für Studio C ist er Schauspieler, Regisseur, Autor und Produzent. Er gilt allerdings erst seit Staffel 5 als Hauptdarsteller und spielt in weitaus weniger Sketchen mit, bei denen häufig sein Markenzeichen, sein buschiger Schnurrbart, der für jeden Sketch hergerichtet wird, eine Rolle spielt (z. B. Just Jeremy). Warner arbeitete schon an mehreren Filmproduktionen mit und hat selbst Kurzfilme gedreht, daher ist er mit Matt Meese der bekannteste aus der Gruppe. Auf seinem YouTube-Kanal veröffentlicht Warner regelmäßig Vlogs, in denen er über sein persönliches Leben berichtet. Er ist mit Catey Joy Warner verheiratet und hat zwei Kinder.

### Stephen Meek
Stephen Meek (* 19. November 1988 in Hobbs, New Mexico) wuchs in New Mexico auf und ist, wie fünf andere Besetzungsmitglieder, erst seit 2014 Teil der Hauptbesetzung (er spielte auch vorher in Sketchen mit, aber seltener). Er spielt oft Kinder oder die einzig vernünftige Person im Sketch (seine bekannteste Rolle ist Peeta Mellark in einer Tribute-von-Panem-Parodie). Er ist seit 2013 mit Schauspielkollegin Whitney Call verheiratet und hat mit ihr einen Sohn namens Theodore.

### Natalie Madsen
Natalie Madsen (* 23. Mai 1985 in Rochester, Minnesota) ist ebenfalls seit Staffel 5 Hauptbesetzungsmitglied und seit 2012 Autorin und Schauspielerin für Studio C. Sie spielt häufig die Rolle der sportlichen oder schönen Frau (z. B. in „Bad Boy Rap“ oder „She Loves You, Bro!“). Sie ist verheiratet und hat eine Tochter sowie einen Sohn.

### James Perry
James Perry (* 27. Februar 1987 in Sacramento, Kalifornien) wuchs als mittleres von sieben Kindern in Kalifornien auf und spielte schon als Teenager in mehreren Theaterstücken und Kurzfilmen mit. Während seines Maschinenbaustudiums an der BYU trat er Divine Comedy bei, nach seinem Abschluss arbeitete er als Softwareingenieur. Er ist seit 2014 Hauptdarsteller und spielt in Sketchen häufig Unbeteiligte, die in eine Situation hineingezogen werden oder Exzentriker (etwa seine bekannteste Rolle, den Lobster Bisque guy). Im August 2015 heiratete er Brenna Philips.

### Stacey Harkey
Stacey Jerome Harkey (* 19. August 1981 in Plano, Texas) verbrachte seine Kindheit mit seiner alleinerziehenden Mutter in Dallas und absolvierte seine Mission in Brasilien. Er ist wie alle anderen seit 2012 Mitglied bei Studio C und ebenfalls seit der fünften Staffel Besetzunghauptmitglied. Er spielt oft Mitglieder von Gruppen oder Personen, die eine Rede halten (so in „Passive Aggressive Pastor“ und „A Bike's Rights“). In Kollaborationen mit anderen Youtubern moderiert oder rappt er gelegentlich. Er wohnt mit Matt Meese und Adam Berg zusammen. Harkey gab am 19. Dezember 2018 über seine Social-Media-Kanäle bekannt, offen Homosexuell zu sein.

### Adam Berg
Adam Berg (* 16. August 1989 in American Fork, Utah) studierte Kommunikationswissenschaften an der BYU und wurde im Zuge dessen Mitglied von Divine Comedy. Hauptdarsteller ist er seit 2014, er war jedoch (wie die gesamte Besetzung) bereits von Anfang an dabei. Er spielt häufig Personen in Dilemmas oder Depressive (beispielsweise Prince Charming oder den Black Crayon). Er ist besonders auf Instagram sehr bekannt. Seine Zwillingsschwester tritt auch manchmal in Sketchen auf. Berg wohnt mit Meese und Harkey in einer Wohnung.